# Johann Michael Feuchtmayer
Johann Michael Feuchtmayer, il Giovane (Haid, 1709 – Augusta, 1772), è stato uno scultore tedesco.
Rampollo di una nota famiglia di artisti, fu stuccatore nella chiesa di Amorbach (1744-1747) e del castello di Bruchsal, ma il suo capolavoro è senza dubbio l'interno della chiesa di Ottobeuren.